# Maserati MC12
El Maserati MC12 és un superesportiu produït pel fabricant italià Maserati durant els anys 2004 i 2005 per competir en el Campionat FIA GT, un campionat de gran turismes organitzat per la Federació Internacional de l'Automòbil.
En el seu primer any de producció es van fabricar 30 unitats, de les quals 5 no eren per a la venda; a l'any següent, es van fabricar 30 més, resultant un total de 60 unitats produïdes en dos anys. Es van vendre 50 cotxes per 600 000 € a clients seleccionats.
El MC12 usa el xassís del Ferrari Enzo, però és major en totes les seves dimensions. El seu motor de gasolina és un V12 atmosfèric de 6.0 litres de cilindrada, quatre vàlvules per cilindre i 632 CV de potència màxima. La velocitat màxima del MC12 és de 330 km/h (205 mph), contra els 350 km/h (217,5 mph) del Ferrari Enzo.
El MC12 va suposar la tornada de Maserati a la competició després de 37 anys d'absència.
La versió de carrer va ser produïda amb la finalitat de poder homologar la versió de carreres, atès que un dels requisits per a la participació en el campionat FIA GT és la producció de, almenys, 25 vehicles de carrer. Així, tres models GT1 del MC12 van participar en el campionat FIA GT obtenint bons resultats, entre ells un primer lloc en 2004 en la carrera de Zhuhai, Xina. En 2005, els MC12 van córrer en la American Li Mans Sèries, però van sofrir penalitzacions per excedir de la grandària màxima permesa.

## Disseny i desenvolupament
El disseny del Maserati MC12 va ser ideat mentre Maserati era propietat de Ferrari, amb la intenció de crear un vehicle de carreres per Maserati i que fos apte per competir en el campionat FIA GT.
El seu nom inicial va ser MCC, sigles de Maserati Corse Competizione, tenint també sota la direcció de Giorgio Ascanelli el nom alternatiu de MCS.
La forma de la carrosseria va ser desenvolupada a partir d'una idea de Giorgetto Giugiaro durant una prova en el túnel de vent, encara que la idea general del disseny va ser de Frank Stephenson. Aquesta primera forma, encara que resultaria al final molt similar a la del MC12, presentava diverses diferències rellevants respecte d'est, la més notable de les quals és l'aleró posterior.
Andrea Bertolini va ser el pilot de proves principal durant el desenvolupament, encara que parteix del treball va ser realitzat per Michael Schumacher, provant freqüentment el MCC en el Circuit de Fiorano.
Quan el MCC estava en una fase de desenvolupament molt avançada, es va deixar de denominar MCS i es va anunciar el que seria el seu nom definitiu MC12.
El MC12 està basat, en gran manera, en el Ferrari Enzo, amb el qual comparteix el mateix motor Ferrari Dino V12, amb petites modificacions. També, utilitza el mateix canvi de marxes (sota el nom de Cambiocorsa), el mateix xassís i, fins i tot, la longitud de l'eix entre rodes és la mateixa. Les diferències estan en la forma exterior, perquè el MC12 és més ample, més llarg i sensiblement més baix. El parabrisa és l'únic element exterior visible que comparteix amb el Ferrari Enzo. En tenir una longitud major i un aleró posterior de 2 metres, ofereix una força de subjecció superior.

## Especificacions tècniques

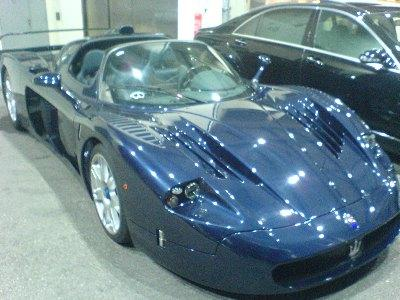
Un Maserati MC12 @repintar de blau.

El MC12 és un cupè de dues portes amb un sostre semi-descapotable (targa), encara que el sostre separable no es pot guardar en el vehicle. La distribució mitjà-posterior (motor entre eixos, però darrere de la cabina) manté el centre de gravetat al centre del vehicle, la qual cosa incrementa l'estabilitat i millora el pas per corba. La distribució de pesos permanent és 41% davant: 59% enrere; en marxa, no obstant això, la força d'atracció procedent de l'aleró posterior afecta a la distribució, fent que a 200 km/h (125 mph) la distribució de pesos efectiva sigui de 34% davant: 66% enrere.

### Interior
Encara que l'automòbil va ser dissenyat com un vehicle homologat i va ser una modificació d'un vehicle de carreres, l'interior es va pensar per ser luxós: presenta una mescla de cubrimiento de fibra de carboni, pell blava i "Brightex" platejat, un material sintètic que es va trobar "molt car per a la indústria de la moda". La consola central representa el rellotge analògic oval característic de Maserati i el botó d'encès és blau.
Aquest interior ha estat criticat per la seva falta de radi, estèreo o d'un lloc per instal·lar posteriorment un sistema de so.
Aporta com a sistema de seguretat dos coixins de seguretat frontals.

### Exterior
La carrosseria del vehicle, realitzada completament en fibra de carboni, va ser sotmesa a múltiples proves en el túnel de vent per aconseguir la màxima força d'atracció en totes les superfícies. El resultat va ser un aleró posterior de dos metres d'ample (79 polzades), però de només 30 mm de grossor (1,2 polzades); la part inferior del vehicle és llisa i el para-xocs posterior disposa de difusores per millorar la força descendent i l'agarri.
L'aire és aspirat dins del compartiment del motor a través d'una premsa d'aire que ho refreda per millorar la combustió; la seva posició en la part superior de la cabina fa que el vehicle sigui més alt que el Ferrari Enzo.
L'exterior només està disponible en una combinació de blanc i blau, un homenatge a l'equip de carreres de America Camoradi que va pilotar el Maserati Tipus Birdcages a principis dels anys 1960.
El vehicle ha estat criticat per la seva grandària: molt llarg i més ample que un Hummer H2.

### Motor
El MC12 té un motor V12 derivat del Ferrari Enzo de 232 kg (511 lb), sis litres (5.998 cc 366 cu in), muntat a 65°. Cada cilindre té quatre vàlvules, lubricadas per un sistema de cárter sec i amb una relació de compressió d'11.2:1. Tot això combinat proporciona un parell motor màxim de 652 Nm (481 lbf·ft) a 5.500 rpm i una potència màxima de 465 Kw (632 PS / 621 CV) a 7.500 rpm. La línia vermella de les revolucions està en 7.500, malgrat ser segur arribar fins a 7.700 (el Ferrari Enzo té la línia vermella en les 8.200 revolucions).
El Maserati MC12 pot accelerar de 0 a 100 km/h (62 mph) en 3,8 segons (encara que en una prova de la revista Motor Trend es va aconseguir en 3,7 segons) i arribar a 200 km/h (125 mph) en 9,9 segons. El MC12 pot completar la cambra de milla començant parat en 11,3 segons amb una velocitat final de 200 km/h (125 mph) o un quilòmetre en 20,1 segons. La velocitat màxima del Maserati MC12 és de 330 km/h (205 mph).
La potència és transmesa a les rodes per una transmissió semiautomàtica de sis velocitats muntada en la part posterior. Com ja s'ha dit, la caixa del canvi és la mateixa que la del Ferrari Enzo, modificada per tenir una relació de marxes diferent i amb el nou nom de "Maserati Cambiocorsa". Proporciona un temps de canvi de 150 mil·lisegons. És mecànica amb embragatge de dos plats de 215 mil·límetres (8,5 polzades).

#### Relació de marxes
En la següent taula es mostra la relació de marxes de les sis velocitats del Maserati MC12. S'entén com a relació de marxes o raó de canvi la proporció existent entre la roda i el pinyó. Per exemple, una raó de canvi 4:1 vol dir que per cada volta completa que dona el pinyó de la marxa, la roda dona quatre voltes.
| Marxa   | 1      | 2      | 3      | 4      | 5      | 6      | Conducció final |
| ------- | ------ | ------ | ------ | ------ | ------ | ------ | --------------- |
| Relació | 3.15:1 | 2.18:1 | 1.57:1 | 1.19:1 | 0.94:1 | 0.71:1 | 4.10:1          |

### Xassís

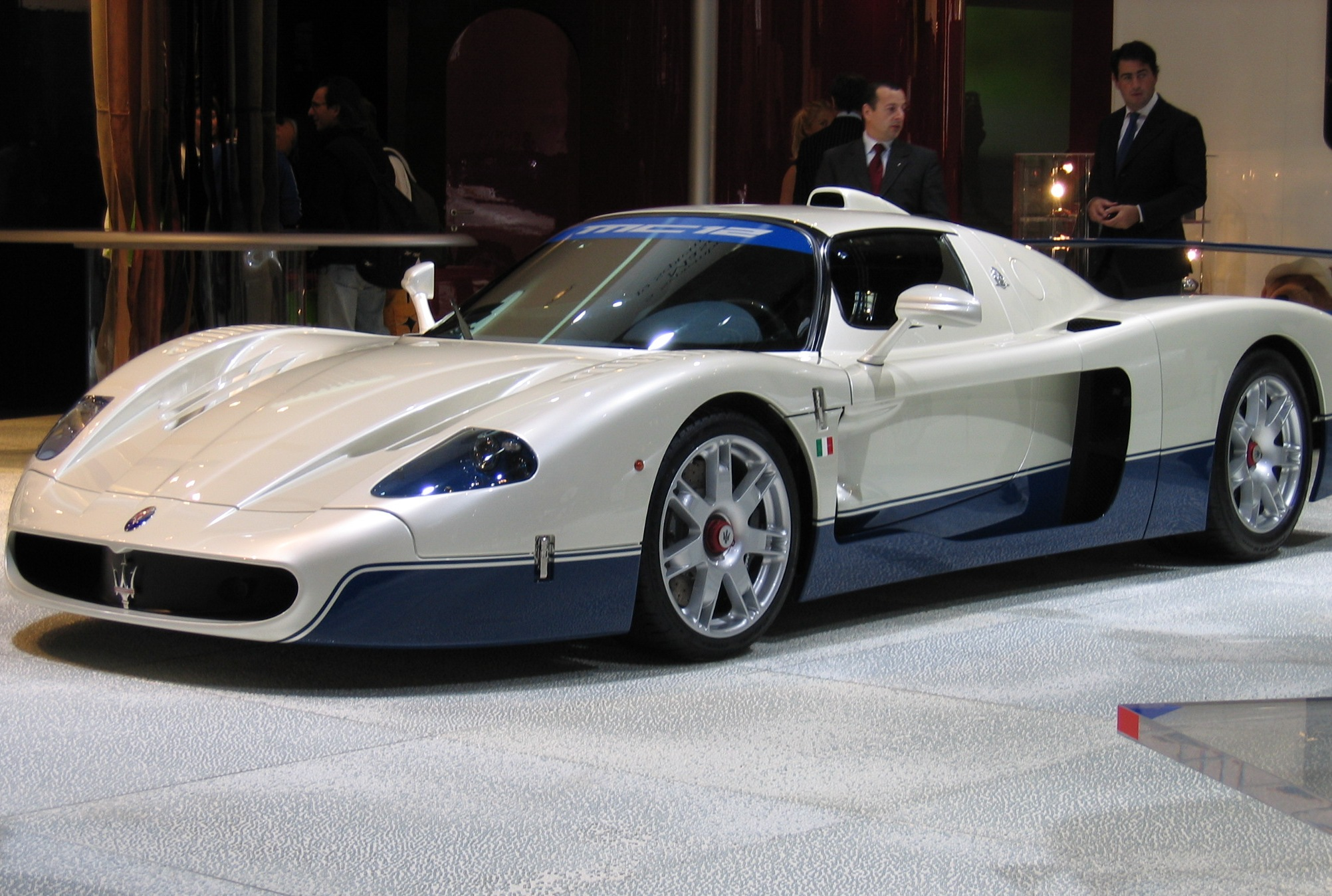
Un MC12 en el Saló de l'Automòbil de París de 2004.

El xassís del MC12 és un monocasco fabricat amb carboni i nomex, amb un sub-xassís d'alumini davant i darrere. Està dotat d'una barra estabilitzadora per proveir-ho de més fortalesa, comoditat i seguretat.
La suspensió de doble braç amb una barra d'embranzida amb molls proporciona estabilitat i els amortidors busquen suavitzar les sensacions dels passatgers durant el viatge.
Durant la marxa, i pressionat un botó que estén la suspensió frontal, la part davantera del vehicle es pot aixecar per als sots i monticles.
Hi ha dues maneres per al xassís, que poden seleccionar-se també des d'un botó en la cabina anomenat Sport (per al xassís esportiu), la configuració per defecte, i Race (xassís de carrera), caracteritzat per una menor regulació del control de tracció antilliscament del sistema Bosch ASR, canvis més ràpids i suspensions més rígides.

### Llandes
El MC12 calça unes llandes de 480 mil·límetres (19 polzades) amb una amplària de 230 mil·límetres (9 polzades) en la part davantera i 330 mil·límetres (13 polzades) en la part posterior.
Els pneumàtic són Pirelli P Zero Corsas, amb els codis de 245/35 ZR 19 per als davanters i 345/35 ZR 19 per als darreres.
Els frens són de disc, de la marca Brembo, amb sistema de antibloqueo (ABS) de Bosch amb distribució electrònica de frenat (EBD).{ Els frens davanters tenen un diàmetre de 380 mil·límetres (15 polzades), amb mordasses de sis pistons, i els frens posteriors tenen un diàmetre de 335 mil·límetres (13,2 polzades), amb mordasses de quatre pistons.
Les rosques de bloc de les rodes, que subjecten aquestes al xassís, té un codi de colors: vermell en l'esquerra del vehicle, blau en la dreta.

## Crítiques
En general, el vehicle va rebre crítiques positives, però els crítics van dir que era difícil de conduir, amb un preu sobrevalorado i massa llarg. Altres crítiques van assenyalar diferents absències: maleter, finestra posterior, roda de recanvi i ràdio; i la forma en la qual el motor estava limitat.
Andrea Bertolini, el conductor en 2008 de l'equip Vitaphone Racing, i cap de pilots de proves durant el desenvolupament del MC12, va comentar:
La sèrie televisiva Top Gear va adquirir un MC12, i el pilot anònim emprovador The Stig va realitzar un temps de tornada d'1:18,9 en la pista de Top Gear, 0,1 segons més ràpid que la seva volta amb el Ferrari Enzo. El presentador Jeremy Clarkson també ho va pilotar, comparant-ho amb el Maserati Biturbo, un vehicle que no era del seu grat. Clarkson va criticar durament el vehicle, assenyalant, entre altres coses, que, com al Enzo, li falta una finestra posterior. També, va comentar que és "difícil" a causa de les seves mesures, i "un dels vehicles més nerviosos" que havia conduït, volent dir que una petita acció del pilot provocava una reacció exagerada del vehicle.
Respecte al disseny com a vehicle de carreres i a la modificació realitzada per al model de carretera, va comentar: "És un corredor? És un GT? És un Enzo desafinat en un vestit inflat? Realment, no ho pots saber." Malgrat aquestes crítiques, va realitzar un compliment:
El crític Frank Markus de la revista anglesa Motor Trend va tenir una opinió més positiva. Malgrat el seu escepticisme inicial va dir:
Markus va saludar l'estabilitat de frenat i la manejabilitat del MC12, especialment el desplaçament permès pel control de tracció en corba, comentant que: 

## El MC12 en carreres

### FIA GT

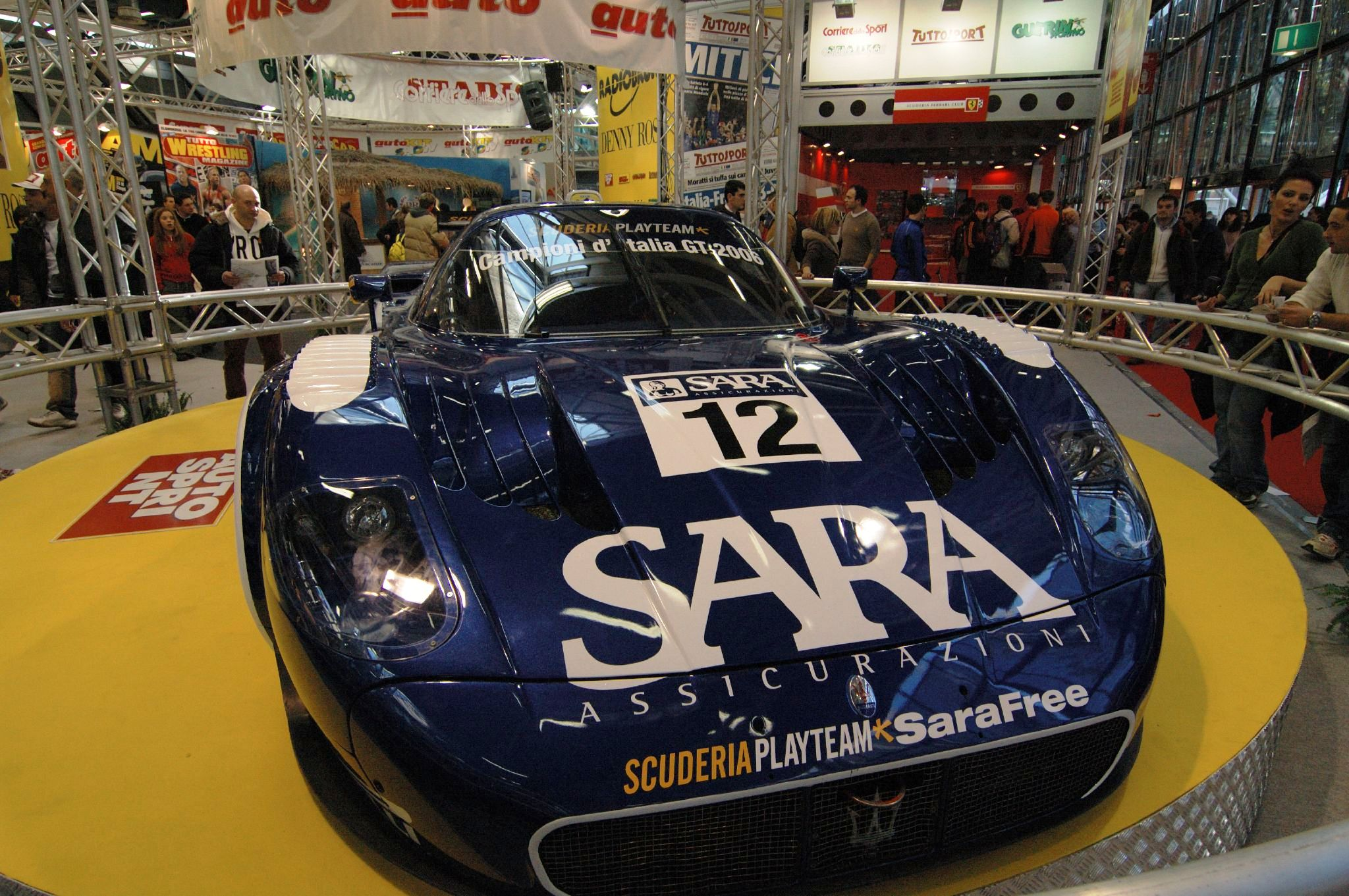
El vehicle de l'Escuderia Playteam va participar en el Campionat FIA GT.

En 2004 Maserati va completar tres campionats FIA GT amb el vehicle de carreres MC12 GT1 a la classe GT1. L'equip AF Corse va debutar en Imola, encara que la FIA no va permetre que el MC12 puntués a causa de la seva debatuda homologació. Fins i tot amb aquest revés, l'equip va aconseguir aconseguir el segon i el tercer lloc.
En el següent assalt en el circuit de Oschersleben, el MC12 d'Andrea Bertolini i Mika Salo va guanyar per primera vegada. En la ronda final de l'any, en Zhuhai, finalment la FIA va estar d'acord a homologar els MC12 i els va permetre marcar els punts per obtenir el campionat. Amb això, el MC12 va obtenir de nou la victòria, permetent-li obtenir els suficients punts com per finalitzar setè en el campionat d'equips.
En 2005 Maserati va guanyar la copa de constructors de la FIA GT amb 239 punts, gairebé el doble que el següent en la classificació, l'equip Ferrari, amb 125 punts. Els dos equips que es van inscriure amb un MC12 en la FIA GT, Vitaphone Racing i JMB Racing, van finalitzar primers i segons respectivament en la copa d'equips, amb Vitaphone guanyant per un considerable marge. Quatre dels pilots d'un MC12 estaven competint per guanyar el títol de pilots de la FIA GT Drivers en el Circuit Internacional de Bahréin a l'inici de la carrera final de 2005: Karl Wendlinger i Andrea Bertolini, cadascun amb 71 punts, i Estafa Scheider i Michael Bartels amb 70. Gabriele Gardel amb Ferrari també tenia 70 punts, encara que, en la carrera crucial es va situar davant de tots els Maseratis, conduint un vell Ferrari 550 Maranello, amb la qual cosa va obtenir el títol.

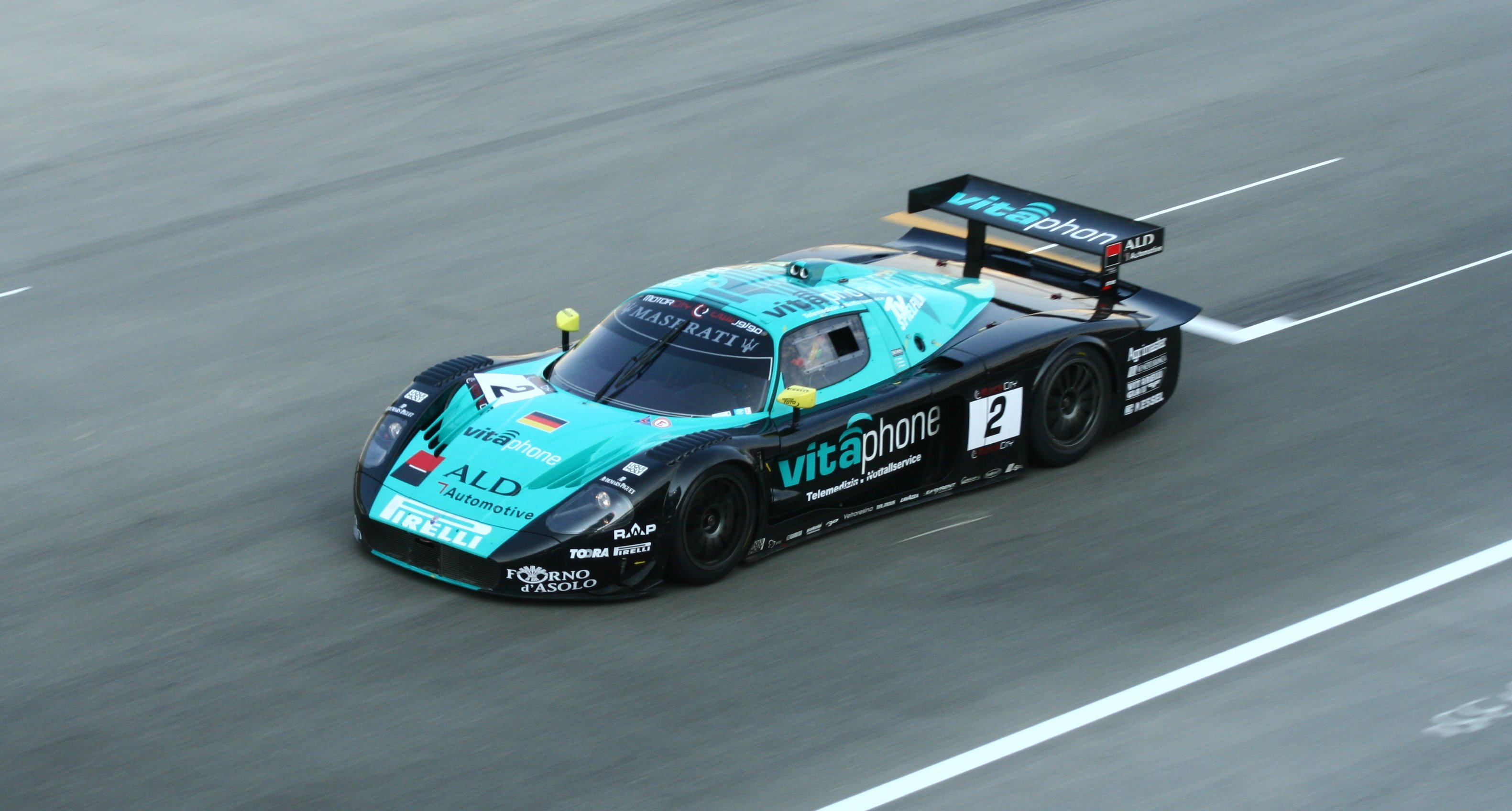
Un vehicle de Vitaphone en el campionat del 2006 de FIA GT, en el Motorcity 500.

En 2006 Vitaphone Racing va ser l'únic equip que representava a Maserati. El 30 de setembre de 2006 Vitaphone es va assegurar el campionat per equips en la temporada 2006 del campionat FIA GT, encara que els seus pilots obtinguessin els llocs cinquè i setè en la carrera de Budapest 500 km amb penalitzacions de 85 kg i 105 kg, respectivament. Bertolini i Bartels també van compartir el primer lloc en el campionat de pilots amb 71 punts, però el campionat de constructors va ser para Aston Martin.
Vitaphone Racing va guanyar de nou el campionat per equips de la GT1 en la temporada 2007 de la FIA GT amb 115 punts, seguit per l'equip company del MC12, l'escuderia Playteam Sarafree amb 63 punts. JMB Racing també va inscriure dos MC12, però van ser pilotats per pilots aficionats, competint en la copa Citation, la qual va ser guanyada pel pilot de JMB Ben Aucott. Maserati també va guanyar la copa de constructors amb un marge considerable, mentre que Thomas Biagi va guanyar el campionat de pilots. Els seus companys pilots de Vitaphone Miguel Ramos i Christian Montanari van empatar en la sisena posició, mentre que els pilots de Playteam Andrea Bertolini i Andrea Piccini van estar just darrere.
En 2008 l'equip Vitaphone Racing va tornar amb un parell de MC12 per als pilots Andrea Bertolini, Michael Bartels i Miguel Ramos, així com per al nouvingut Alexandre Negrão. JMB Racing va retenir un únic MC12 per a Ben Aucott, el guanyador de la Citation Cup en 2007, i els pilots Peter Kutemann i Maurice Basso, encara que no van tornar a competir de nou en l'esmentada copa.

### GT Italiana
Els MC12 han obtingut grans èxits competint a Itàlia i han substituït la GT3 "Maserati Trofeu Light" amb una representació de Maserati en el Campionat Italià de Gran Turismes.
En 2005 Maserati va introduir dos MC12 en la divisió GT1 sota Scuderia Playteam i Racing Box, acabant en el global primer i tercer, respectivament.
Els vehicles van tornar en 2006, amb Scuderia Playteam de nou acabant primera i Racing Box ascendint a la segona posició.
Des de 2007, els vehicles GT1 no estan permesos en el campionat i l'equip Scuderia Playteam es va anar al campionat FIA GT.

### Super GT
En 2006 l'equip Team Gogh, guanyador de les 24 hores de li Mans, va intentar competir amb un Maserati MC12 en les sèries Super GT del Japó. No obstant això, l'equip es va veure forçat a retirar-se per problemes amb el seu pilot Jan Magnussen, que va caure sobtadament malalt i va haver de tornar a Dinamarca amb decebedors temps de tornada en el Circuit de Suzuka durant les proves. Mentre que el vehicle era un segon més ràpid en recta que els seus rivals de Super GT, perdia més d'un segon per volta en corbes a causa del seu pobre rendiment aerodinàmic.

### American Li Mans Sèries

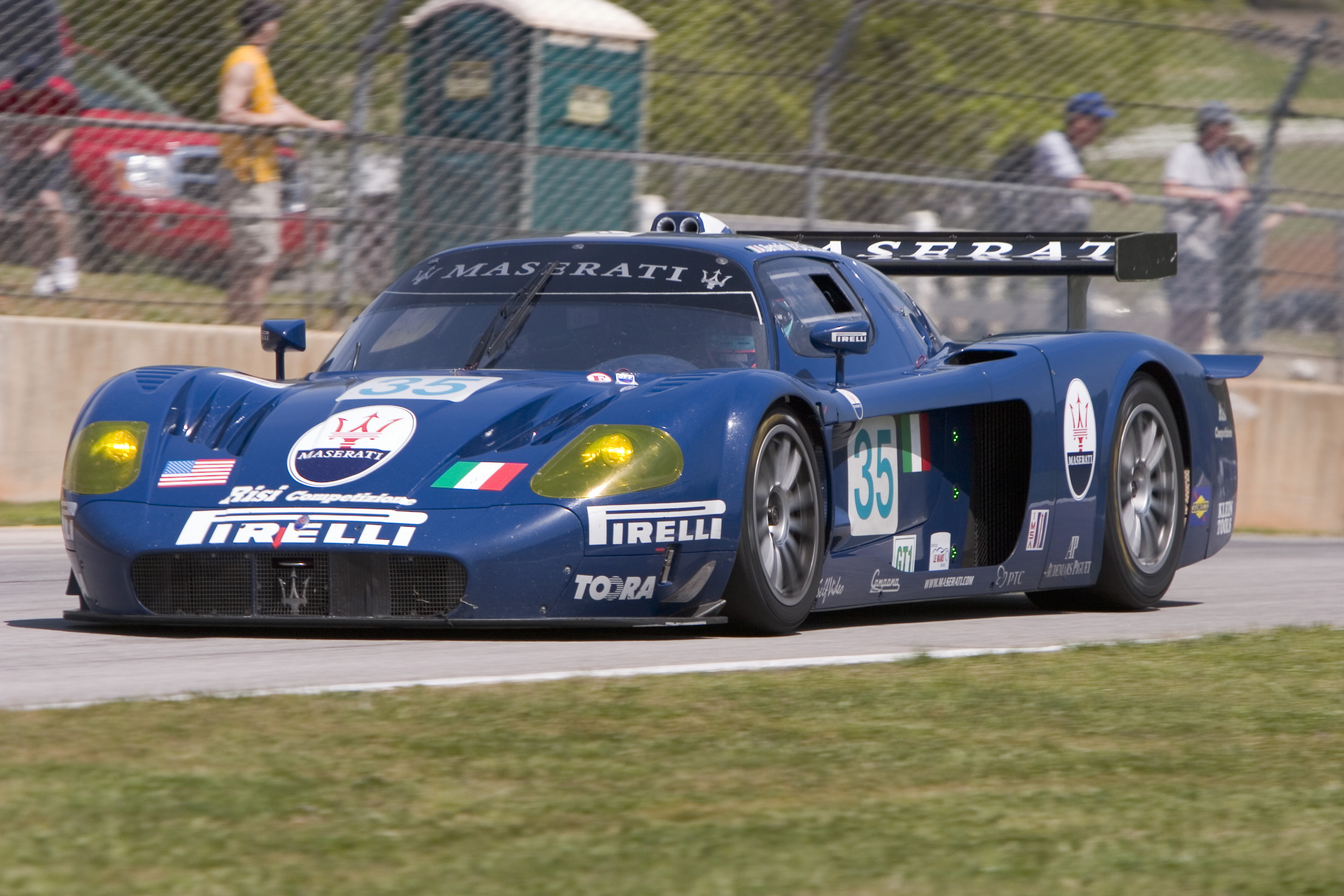
Un Maserati Corse MC12 GT1 en Road Atlanta en 2005.

En 2004 els Maserati MC12 no van ser capaços de competir en les sèries recolzades per ACO, pel mateix que en la Li Mans Sèries (LMES) a Europa i la American Li Mans Sèries (ALMS), ja que excedien les restriccions d'ample i llarg per a la seva classe. El morro del vehicle es va retallar en 200 mil·límetres (7.9 in) per intentar complir amb les regulacions, però encara era 66 mil·límetres (2.6 in) massa ample.